# Kolomenskoje
Kolomenskoje (Russisch: Коломенское) is een residentiecomplex ten zuidoosten van de Russische hoofdstad Moskou. Dit terrein van 390 hectare ligt op een heuvel aan de Moskva. Het lag vroeger aan de weg naar de stad Kolomna, vandaar de naam.
In Kolomenskoje zijn verschillende bouwwerken te vinden:
- De Hemelvaartskerk. Deze werd in 1532 gebouwd ter ere van de geboorte van tsaar Ivan IV (Ivan de Verschrikkelijke). Deze kerk werd in 1994 toegevoegd aan de werelderfgoedlijst.
- Kerk van Sint-Joris met alleenstaande klokkentoren (campanile) en alleenstaand refectorium, alle uit de 16e eeuw
- Kerk van de Theotokos van Kazan uit de 17e eeuw
- De hoofdpoort met het kolonelspaleis
- Verschillende andere toegangspoorten
- Kerk van Johannes de Doper in Djakovo
- Het houten paleis. Dit staat niet op het terrein. Het werd hier in de 17e eeuw in opdracht van tsaar Alexis van Rusland gebouwd en had 250 kamers. In 1768 liet Catharina II het afbreken. In 2010 werd het een kilometer verderop herbouwd aan de hand van een maquette die destijds gemaakt was. De reconstructie werd niet in het complex zelf gebouwd om het historisch erfgoed niet te verstoren.

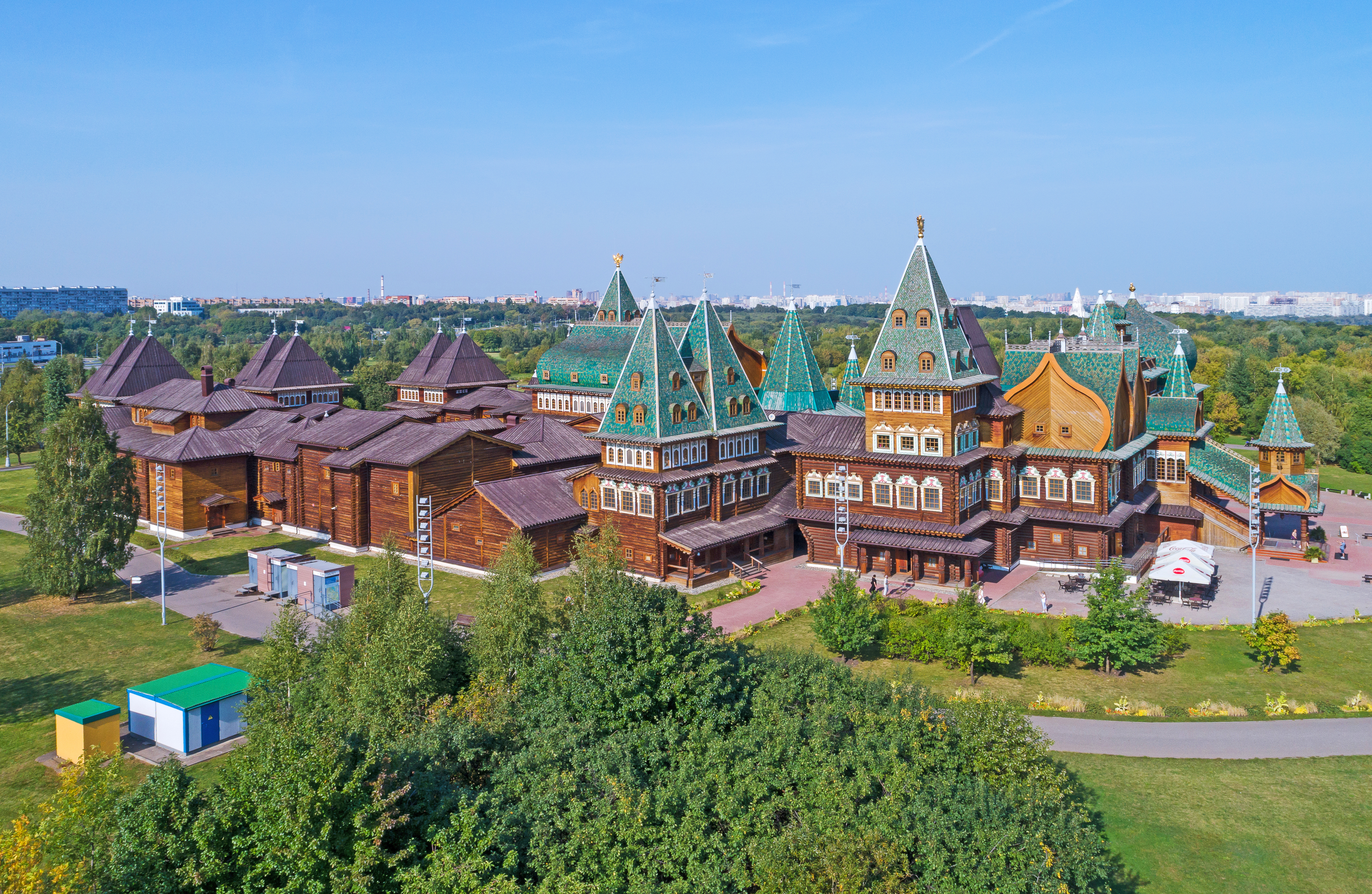
Reconstructie van het houten paleis uit 2010

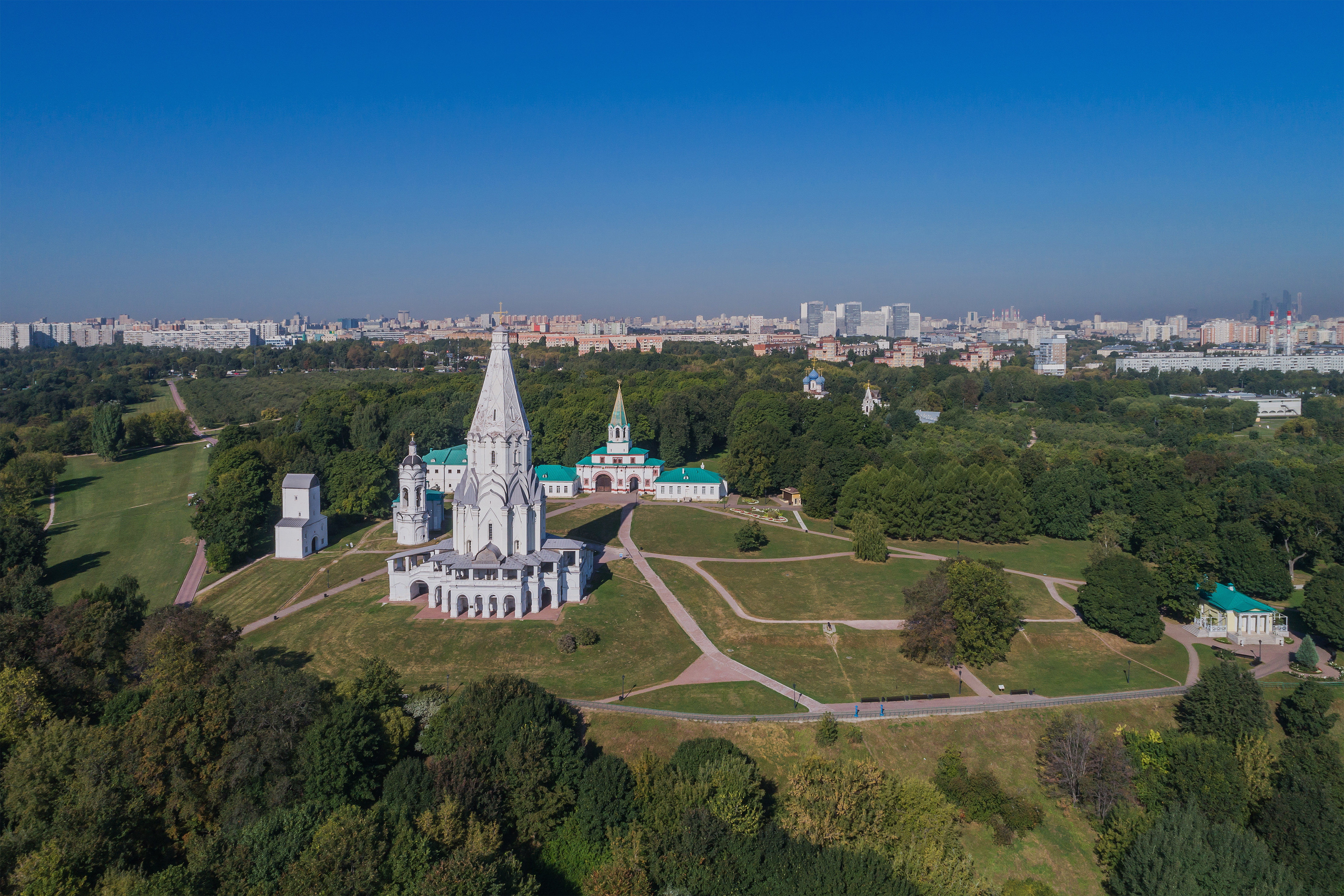
Luchtbeeld van Kolomenskoje

Dal van de Bikinrivier (met Centraal Sichote-Alingebergte) · Koerse Schoorwal · Ensemble van het Ferapontovklooster · Gouden bergen van Altaj · Hemelvaartskerk, Kolomenskoje · Historisch en architectonisch complex van het Kremlin van Kazan · Kizji Pogost · Baikalmeer · Citadel, oude stad en vestingwerken van Derbent · Historische monumenten van Novgorod en omgeving · Kremlin en Rode Plein, Moskou · Ensemble van het Novodevitsjiklooster · Historisch centrum van Sint-Petersburg en bijbehorende groepen van monumenten · Cultureel en historisch ensemble van de Solovetski-eilanden · Geodetische boog van Struve · Architectonisch ensemble van de Triniti Sergius Lavra in Sergiev Posad · Uvs Nuurbekken · Maagdelijke wouden van Komi · Vulkanen van Kamtsjatka · Westelijke Kaukasus · Witte monumenten van Vladimir en Soezdal · Natuurlijk systeem van het Wrangel-eilandreservaat · Historisch centrum van de stad Jaroslav · Historisch en archeologisch complex van Bolgar · Landschappen van Daurië · Hemelvaartkathedraal en -klooster van het dorpseiland Svijasjk · Kerken van de architectuurschool van Pskov · Petrogliefen van het Onegameer en de Witte Zee · Cultureel landschap van het Kenozeromeer